# Abraham Lincoln: The Head of State
La Abraham Lincoln: The Head of State (denominata anche Seated Lincoln o Sitting Lincoln) è una statua bronzea alta 2,7 m raffigurante il presidente degli Stati Uniti d'America Abraham Lincoln, posizionata nel Grant Park (Chicago). Creata da Augustus Saint-Gaudens e completata dal suo laboratorio artistico nel 1908, fu intesa ad evocare la solitudine e il peso avvertito dal comandante in capo durante la presidenza di Abraham Lincoln.
La scultura raffigura un Lincoln contemplativo seduto su una sedia mentre dirige lo sguardo in lontananza, verso l'orizzonte. L'opera è posta su un piedistallo e un'esedra larga 46 metri progettata dall'architetto Stanford White.
Sebbene non così noto come la Abraham Lincoln: The Man dello stesso autore (nel Lincoln Park (Chicago)), il monumento dimostra gli anni di attenzione che lo scultore ha speso per riuscire a catturare il presidente in una luce molto cupa. Prima di essere installata nell'attuale ubicazione nel 1926, è stato esposto sia al Metropolitan Museum of Art di New York che all'esposiione internazionale del Golden Gate a San Francisco nel 1915. 
La sezione di Grant Park dove si trova questa statua di Lincoln è stata designata come la "Corte dei presidenti" nel piano per il parco, ma, a tutt'oggi, questo è l'unico monumento relativo che è stato innalzato.